# Яо Хун
Яо Хун (кит.: 姚泓; піньїнь: Yao Hong; 388-417) — останній імператор Пізньої Цінь періоду Шістнадцяти держав.

## Життєпис
Був старшим сином Яо Сіна. Був добрим, але слабким правителем. Його держава потерпала від постійних нападів, зокрема з боку Ся. Також у Пізній Цінь продовжувалась міжусобна боротьба за владу між синами та племінниками Яо Сіна. Зрештою, 417 року Пізня Цінь була завойована цзіньським генералом Лю Юєм. Останній взяв Яо Хуна в полон, привіз до Цзянькана та стратив його.

## Девіз правління
- Юнхе (永和) 416-417